# هنریتون (مریلند)
هنریتون (به انگلیسی: Henryton) یک منطقهٔ مسکونی در ایالات متحده آمریکا است که در مریلند واقع شده‌است.